# Lais de Hícara
Lais de Hícara (falecida em 340 a.C.) foi uma hetera, cortesã da Grécia Antiga. Ela, provavelmente, nasceu em Hícara, Sicília (na região moderna de Carini) e morreu na Tessália. Outra hetera (cortesã) com o mesmo nome, foi Lais de Corinto. Autores antigos muitas vezes indiretamente confundem elas, ou não indicam a qual se referem, em seus textos o que as torna muitas vezes indissociáveis.
Há uma série de relatos sobre ela. Por exemplo, foi dito que Demóstenes estava disposto a pagar de mil dracmas gregos por uma noite com ela, mas ela levantou o preço para 10 mil dracmas depois de ver ele, enquanto ela se deu para Diógenes de graça.
Ela era filha de Timandra (Damasandra) segundo Ateneu. Foi também contemporânea e rival de Friné, a musa inspiradora do escultor Praxiteles.
Lais caiu de amor por um jovem, que a levou para a Tessália. A beleza de Lais era tão grande que atraía a atenção de todos os homens. As mulheres ficaram com tantos ciúmes e inveja dela, que a atraíram para o templo de Afrodite e a apedrejaram até a morte.
Depois de sua morte os homens de Corinto teriam erguido um mausoléu em sua homenagem, que Pausarias teria descrito estar representado em algumas moedas gregas.